# Nicolas Metge
Pour les articles homonymes, voir Metge.
Pas d'image ? Cliquez ici

a Compétitions nationales et continentales officielles uniquement.

b Matchs officiels uniquement.
Dernière mise à jour le 12 avril 2020.
Nicolas Metge, né le 4 mai 1994 en Équateur, est un joueur français de rugby à XV. Il évolue au poste d'ailier.

## Biographie
Né en Équateur, Nicolas Metge arrive très jeune à Gaillac, où il découvre le rugby à XV à l'âge de 5 ans. Il reste à l'UA Gaillac jusqu'à l'âge de 12 ans, ensuite il part à Albi où il intègre toutes les équipes de jeunes. Il participe à toutes les sélections des jeunes au niveau régional. Il intègre le pôle espoir de Toulouse, tout en étant toujours licencié au SC Albi.
Il est sélectionné en équipe de France de rugby à XV des moins de 17 ans, moins de 18 ans et moins de 20 ans,. Il est convoqué avec Daniel Ikpefan en équipe de France de rugby à sept, sans pour autant disputer de match officiel.
En 2015, il s'engage avec l'US Oyonnax.
En 2017, il s'engage avec le SU Agen,.
En 2019, il donne son accord au Rugby club bassin d'Arcachon,,, mais il se rétracte et décide finalement de signer au RC Narbonne,,. En 2020, Nicolas Metge met fin à sa carrière professionnelle.
Il est retenu par les Barbarians français pour participer à la première édition du Supersevens le 1er février 2020,,.

## Style de jeu
Nicolas Metge est ailier mais il peut aussi jouer arrière. Il possède de bons appuis et un bon jeu au pied.